# Морская набережная (Санкт-Петербург)

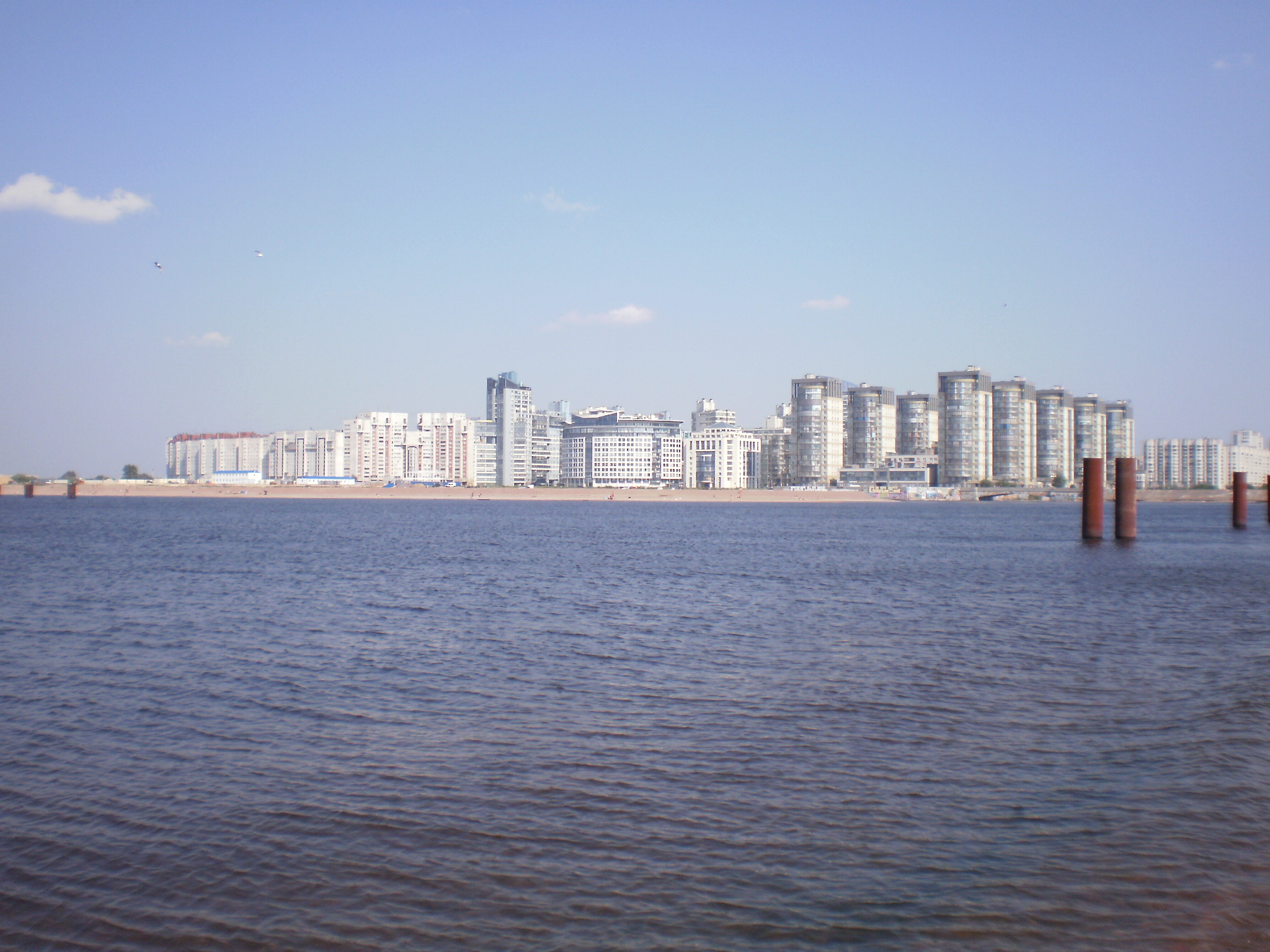
Вид на набережную с залива в 2012 году

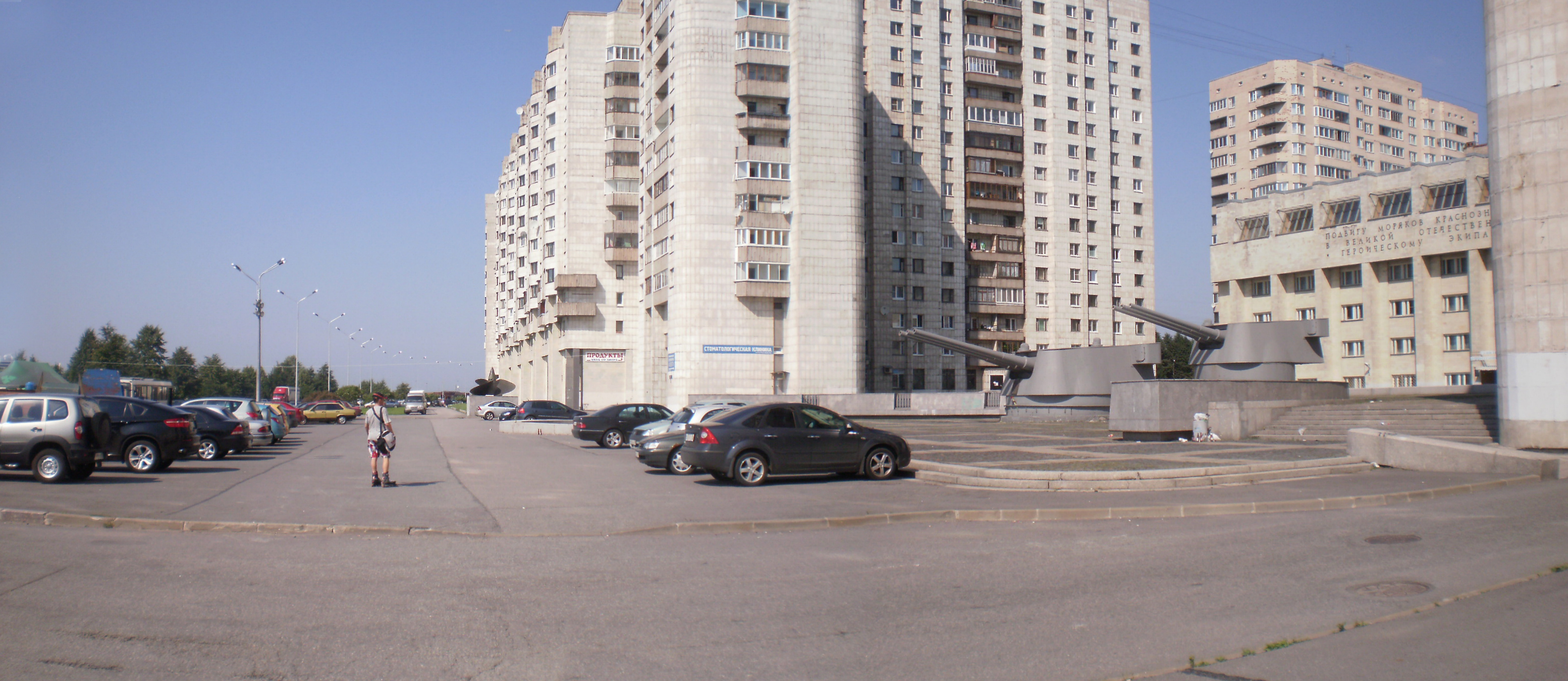
Набережная и памятник крейсеру «Киров»

Морска́я набережная — набережная в Василеостровском районе Санкт-Петербурга. Проходит вдоль берега Финского залива от Прибалтийской площади до Наличной улицы. Ныне западнее набережной появились намывные территории, поэтому теперь улицу набережной не назовёшь.

## История
Морская набережная получила своё название 29 декабря 1972 года. Имя было присвоено в связи с тем, что набережная «расположена вдоль берега Финского залива».
Первыми постройками на Морской набережной стали гостиница "Прибалтийская", ПТУ Балтийского завода и жилые дома №№41-45. Все они были построены в 1970-х годах, причём гостиница и училище получили адреса по улице Кораблестроителей.
Фактически Морская набережная состоит из двух не связанных между собой участков: первый проходит от гостиницы «Прибалтийская» до Мичманской улицы , второй – от Флагманской до Наличной улицы. Изначально предполагалось, что набережная будет начинаться у Шкиперской улицы, где по сей день находится свалка. Однако ни этот участок набережной, ни жилой квартал вдоль него построены не были. Поэтому первый дом на Морской набережной имеет номер 9.
Участок Морской набережной от Флагманской до Капитанской улицы был построен во второй половине 2000-х годов после завершения строительства жилого комплекса "Морской фасад". В 2011 году был проложен новый участок на пересечении с расширенной Мичманской улицей.
В настоящее время планируется соединить два участка Морской набережной, проложив трассу через безымянный остров в устье Смоленки. Именно этот факт послужил поводом для отказа от строительства на этом острове театра Аллы Пугачёвой.
Примечательно, что в 1910-х годах название "Морская набережная" предполагалось для проектируемой магистрали вдоль северного края острова Голодай (Декабристов), примерно по трассе которой уже в советское время был проложен новый участок Уральской улицы. Это было вполне логично, поскольку вплоть до 1970-х годов на месте нынешнего пересечения Уральской и Наличной улиц плескались воды Финского залива.
С появлением в 2006-2016 годах новых намывных территорий и Западного скоростного диаметра нынешняя Морская набережная также оказалась далеко от берега. В сентябре 2019 года топонимической комиссией Санкт-Петербурга обсуждался вариант переименования Морской набережной в Морской бульвар, однако от этой идеи было решено отказаться.

## Достопримечательности
- площадь Европы
- Памятник крейсеру «Киров»
- Смоленские мосты в устье реки Смоленки
- автобусная станция «Наличная улица»